# Dionísio
Dionísio este un oraș în Minas Gerais (MG), Brazilia.